# Helga y Flora
Helga y Flora (hr. Helga i Flora) je čileanska kriminalistička dramska serija koja se u Čileu započela prikazivati 25. travnja 2020. Serija prati prve čileanske policajce 1930-ih godina, koji moraju putovati do Ognjene zemlje, u fiktivan južnočileanski grad zvan Kerren kako bi se riješio tajanstveni slučaj, koji će otvoriti vrata za niz drugih tajni i nerazriješenih zločina. Seriju je producirala tvrtka Suricato, uz pomoć čileanske države, kroz ekonomsku korist koju je pružila čileanska televizijska regulatorna organizacija, pod nazivom Consejo Nacional de Televisión (Čileanska nacionalno vijeće za televiziju). Posljednja epizoda emitirana je 27. lipnja 2020. godine.

## O seriji
Priča o Helgi Gunkel (Amalia Kassai) i Flori Gutiérrez (Catalina Saavedra), prvim ženama čileanske policije. Obje su poslane na svoju prvu misiju: otputovati u Kerren, ranč Ognjene zemlje, kako bi istražili krađu Sigfrid, finokrvnog konja u vlasništvu Don Raymond Gamper (Alejandror Sieveking), moćnog vlasnika ranča njemačkog podrijetla kao i vlasnika svega i svačega, a za koga Vlada Čilea sumnja da možda pomaže Trećem Reichu.

## Glumačka postava
- Alejandro Sieveking (†).[6]
- Catalina Saavedra.[7]
- Amalia Kassai.[8]
- Hernán Contreras.[9]
- Tiago Correa.[10]
- Ernesto Meléndez.
- Daniela Lhorente.[11]
- Alessandra Guerzoni.
- Geraldine Neary.
- Giordano Rossi.
- Aldo Parodi.
- Mario Ossandón.
- Daniel Antivilo.
- Juan Carlos Maldonado.
- Ernesto Gutiérrez.
- Isidora Loyola .
- Lisandro Cabascango.
- Patricio Riquelme.
- Ernesto Gutiérrez (†).

## Vanjske poveznice

### Mrežna sjedišta
- www.13.cl – Helga y Flora (službene stranice) (šp.)
- IMDb – Helga y Flora (šp.)